# Plectroctena gabonensis
Plectroctena gabonensis är en myrart som beskrevs av Santschi 1919. Plectroctena gabonensis ingår i släktet Plectroctena och familjen myror. Inga underarter finns listade i Catalogue of Life.